# Historia oddziaływania tekstu
Historia oddziaływania tekstu (niem. Wirkungsgeschichte) – jedna z metod badawczych współczesnej biblistyki. Polega na badaniu wpływu starszego tekstu biblijnego na młodszy oraz wpływu tekstu biblijnego na teologię i dogmatykę. Odgrywa duże znaczenie w badaniach nad rozwojem egzegezy biblijnej i teologii Nowego Testamentu.